# (986) Amelia
(986) Amelia ist ein Asteroid des Hauptgürtels, der am 19. Oktober 1922 vom katalanischen Astronomen José Comas Solá in Barcelona entdeckt wurde.
Der Asteroid ist der Ehefrau des Entdeckers gewidmet.